# Saunders-Roe Nautical 1
Le Saunders-Roe Nautical 1 (SR.N1) a été le premier aéroglisseur britannique à usage pratique. Le SR.N1 est conservé dans le Musée de la Science à Wroughton.

Il est classé au National Historic Ships  depuis 1996 sous le numero de certificat 625.

## Conception

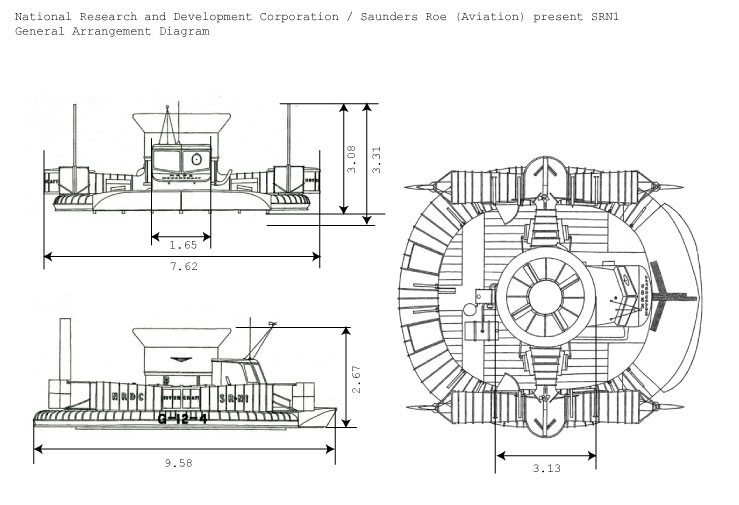
Plan général du SR.N1

Il a été conçu par Christopher Cockerell et construit par la société britannique Saunders-Roe sur l'Île de Wight, sous les auspices de la National Research Development Corporation (Société nationale de développement de la recherche ou NRDC). 

Propulsé par un moteur en étoile Alvis Leonides qui a construit un ventilateur de levage, et en utilisant de l'air pulsé par le ventilateur pour la propulsion, il effectua son premier vol le 11 juin 1959 devant les médias démontrant sa capacité à traverser la terre et l'eau.

## Caractéristiques
- Longueur: 9,58 mètres
- Largeur: 7,62 mètres
- Vitesse: 35 nœuds (64 km/h)
- Propulsion:  moteur d'avion Alvis Leonides IC de 435 ch

## Service
Le 25 juillet 1959, pour le 50e anniversaire du vol trans-manche de Louis Blériot, l'aéroglisseur SR.N1 série G-12-4 a traversé la Manche de Calais à Douvres en un peu plus de deux heures. L'équipage était le capitaine Peter Lamb (pilote), John Chaplin (navigateur) et Christopher Cockerell, l'inventeur de la dynamique du coussin d'air appliqué pour le principe de l'aéroglisseur.
Le SR.N1 reçoit plus tard une jupe souple ajoutée en 1961 qui a grandement amélioré l'efficacté du coussin d'air. L'année suivante, un moteur à réaction Bristol-Siddeley Viper III, monté à l'arrière du pont derrière le boîtier du ventilateur de levage, a complété la propulsion par air canalisé produite par le moteur à piston, augmentant la vitesse maximale de l'engin de 35 à 50 nœuds (92 km/h). L'installation du Viper s'est faite à la suite d'une installation antérieure d'un Blackburn/Turbomeca Marboré qui produisait environ la moitié de la poussée du Viper.